# Beachhandball-Nationalmannschaft der Männer von St. Kitts und Nevis
Die Beachhandball-Nationalmannschaft der Männer von St. Kitts und Nevis repräsentiert den Handball-Verband von St. Kitts und Nevis als Auswahlmannschaft auf internationaler Ebene bei Länderspielen im Beachhandball gegen Mannschaften anderer nationaler Verbände.
Eine als Unterbau fungierende Nationalmannschaft der Junioren wurde bislang noch nicht ins Leben gerufen. Das weibliche Pendant ist die Beachhandball-Nationalmannschaft der Frauen von St. Kitts und Nevis.

## Geschichte
Es dauerte vergleichsweise lange, bis auf St. Kitts und Nevis eine Beachhandball-Nationalmannschaft gegründet wurde. Generell ist Handball eine erst spät nach St. Kitts und Nevis gedrungene Sportart, das Land ist erst seit 2009 Mitglied der Internationalen Handballföderation. Nachdem sich auf Druck der Internationalen Handballföderation (IHF) im April 2019 die Pan-American Team Handball Federation (PATHF) auflöste und in den beiden Nachfolgeorganisationen Handballkonföderation Nordamerikas und der Karibik (NACHC beziehungsweise NORCA) und Süd- und mittelamerikanische Handballkonföderation (SCAHC beziehungsweise COSCABAL) aufging, nahm die Zahl der Teilnehmer aus der Karibik an den nun neu geschaffenen kontinentalen Meisterschaften, den Nordamerika- und Karibikmeisterschaften, stark zu. An den bis 2018 Pan-Amerikanischen Meisterschaften ausgetragenen Meisterschaften nahm einzig bei der Erstauflage 1998 die Mannschaft Kubas teil. Somit debütierte 2019 auch St. Kitts und Nevis mit Mannschaften beider Geschlechter auf internationaler Ebene. Die Mannschaft konnte sich nicht für die Halbfinals qualifizieren. Anders als die Mannschaft der Frauen kehrten die Männer von St. Kitts und Nevis nach der erzwungenen Pause durch die COVID-19-Pandemie 2022 zu den kontinentalen Meisterschaften zurück, wurden aber nur Letzte des Turniers und verpassten damit auch die Teilnahme an den im weiteren Jahresverlauf zum ersten Mal ausgetragenen Central American and Caribbean Sea and Beach Games.

## Teilnahmen
| World Games - 2001: keine Teilnahme - 2005: keine Teilnahme - 2009: nicht qualifiziert - 2013: nicht qualifiziert - 2017: nicht qualifiziert - 2022: nicht qualifiziert World Beach Games - 2019: nicht qualifiziert - 2023: | Weltmeisterschaften - 2001: abgesagt - 2004: nicht qualifiziert - 2006: nicht qualifiziert - 2008: nicht qualifiziert - 2010: nicht qualifiziert - 2012: nicht qualifiziert - 2014: nicht qualifiziert - 2016: nicht qualifiziert - 2018: nicht qualifiziert - 2020: qualifiziert, abgesagt - 2022: nicht qualifiziert | Pan-Amerikanische Meisterschaften - 1998: keine Teilnahme - 1999: keine Teilnahme - 2004: keine Teilnahme - 2008: keine Teilnahme - 2012: keine Teilnahme - 2014: keine Teilnahme - 2016: keine Teilnahme - 2018: keine Teilnahme Nordamerika- und Karibikmeisterschaften - 2019: teilgenommen - 2022: 8. | Beachgames Zentralamerikas und der Karibik - 2022: nicht qualifiziert |